# 세종 영평사 고봉화상선요
고봉화상선요(高峰和尙禪要)는 세종특별자치시에 있는,  중국 송·원대의 고승인 고봉 원묘(高峰 原妙, 1238-1295)가 지은 고봉대사어록 상·하권 중에서 법어와 서간을 수록한 상권의 내용을 고봉의 시자였던 지정(持正)이 집록하고, 고봉에게 수학한 바 있는 직옹거사 홍교조(洪喬祖)가 편집하여 엮은 책이다. 2014년 6월 30일 세종특별자치시의 유형문화재 제17호로 지정되었다.

## 개요
고봉화상선요(高峰和尙禪要)는 중국 송·원대의 고승인 고봉 원묘(高峰 原妙, 1238-1295)가 지은 고봉대사어록 상·하권 중에서 법어와 서간을 수록한 상권의 내용을 고봉의 시자였던 지정(持正)이 집록하고, 고봉에게 수학한 바 있는 직옹거사 홍교조(洪喬祖)가 편집하여 엮은 책이다.
고봉화상선요는 개당보설(開堂普說) 1편, 시중(示衆) 14편, 결제시중(結制示衆) 2편, 해제시중(解制示衆) 3편, 입양시중(立陽示衆) 1편, 제야소참(除夜小參) 2편, 만참(晩參) 1편, 법어(法語) 3편, 통앙산화상의사서(通仰山和尙疑嗣書) 1편, 실중삼관(室中三關) 1편 등 모두 29편으로 구성되어 있다.
고봉화상선요는 선문도장(禪門道場)에서 참선하는 수도인에게 길잡이가 되는 책으로 고려시대에 우리나라로 전래된 이래 선종 승려들의 필독서가 되었다. 조선시대에 이르러서는 지엄선사(智嚴禪師, 1464-1534)가 이 책을 대단히 중하게 여겨 수도인은 반드시 이 책을 읽고 장애를 없앨 것을 강조한 이래로 청허 휴정(淸虛 休靜, 1520-1604)의 제자인 설제(雪霽, 1632-1704)가 사집과(四集科)에 편입시킴으로써 오늘날까지 우리나라 불교전문강원의 중등과정인 사집과의 교과목으로 활용되고 있다.
영평사 소장 고봉화상선요는 임진왜란 이전인 중종 34년(1539)에 하동 지리산 남대암(南臺庵)에 간행된 한문본으로 조선시대 중기의 목판인쇄문화와 불교학 및 서지학의 연구에 귀중한 자료로 평가된다.

## 참고 자료
- 고봉화상선요 - 국가유산청 국가유산포털